# Tórtora de l'illa de Rodrigues
La tórtora de l'illa de Rodrigues (Nesoenas rodericanus) és un ocell extint de la família dels colúmbids (Columbidae) que habitava l'illa de Rodrigues, a les Mascarenyes. L'holotip correspon a un estern complet, col·lectat a una cova no identificada de l'illa de Rodrigues en 1874. Actualment està en parador desconegut, però s'han estudiat altres elements subfòssils de l'espècie.